# Juan Antonio Reig Pla
 Juan Antonio Reig Pla (Cocentaina, 7 de julio de 1947) es un obispo católico español. Ha sido obispo de Segorbe-Castellón (1996-2005), de Cartagena (2005-2009) y de Alcalá de Henares (2009-2022).

## Biografía

### Primeros años
Hijo del matrimonio de Manuel Reig y de Amparo Pla, Juan Antonio nació el 7 de julio de 1947, en Cocentaina, provincia de Alicante. Fue bautizado el 11 de julio de 1947 en la parroquia de la Asunción. En la misma parroquia recibió la primera comunión y la confirmación. 

### Formación
Estudió en el Seminario Metropolitano de Valencia, donde obtuvo el grado (denominado Baccalaureatus en las universidades eclesiásticas) en Teología en 1970. En 1973 obtuvo el máster (denominado Licentia en las universidades eclesiásticas) en Sagrada Teología en la Universidad Pontificia de Salamanca, y en 1978 el doctorado en Teología Moral en la Pontificia Universidad Lateranense de Roma. 

### Sacerdocio
Recibió la ordenación sacerdotal en Valencia, el 8 de julio de 1971, incardinándose en la misma circunscripción eclesiástica. 
Como sacerdote desempeñó los siguientes ministerios:
- Vicario parroquial en la parroquia de San Juan Bautista de Manises (1971 – 1973).

Se trasladó a Roma como becario de la Iglesia Nacional Española de Santiago y Montserrat, hasta 1976.
De nuevo en Valencia fue:
- Prefecto de Filosofía en el Seminario Metropolitano de Valencia (1976 – 1979).
- Rector del Seminario Mayor La Inmaculada (1979 – 1985).
- Párroco de San Mauro y San Francisco de Alcoy y vicario episcopal de la zona Alcoy-Onteniente (1985 – 1989).
- Canónigo penitenciario de la catedral de Valencia (1989 – 1996).
- Delegado episcopal de Pastoral Familiar (1990 – 1996).

## Episcopado

### Obispo de Segorbe-Castellón
El 22 de febrero de 1996,  el papa Juan Pablo II lo nombró obispo de Segorbe-Castellón, recibiendo la ordenación episcopal el 14 de abril de 1996, en la catedral de Segorbe. 

### Obispo de Cartagena
El 24 de septiembre de 2005, el papa Benedicto XVI firmó su nombramiento como obispo de Cartagena; tomó posesión canónica el 19 de noviembre, en la catedral de Murcia. 

### Obispo de Alcalá de Henares

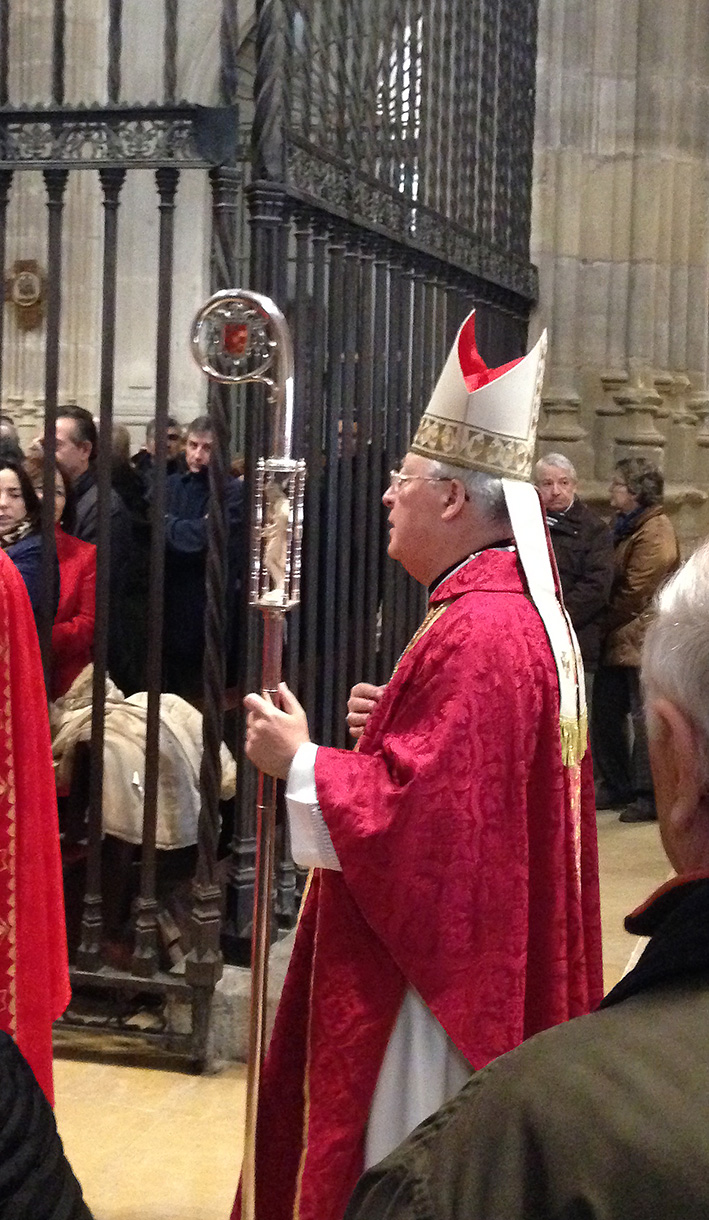
Antonio Reig en una ceremonia en la catedral de Alcalá de Henares.

El 7 de marzo de 2009, el papa Benedicto XVI lo nombró obispo de Alcalá de Henares; tomó posesión canónica el 25 de abril, en la catedral de Alcalá de Henares.
En la Conferencia Episcopal Española presidió, desde 1999, la Subcomisión Episcopal para la Familia y Defensa de la Vida y es el vicepresidente de la Comisión Episcopal de Apostolado Seglar. Además, es miembro de la Comisión Episcopal para la Doctrina de la Fe. Ya siendo sacerdote fue experto de la Subcomisión Episcopal para la Familia y la Defensa de la Vida.
Es también vicepresidente del Pontificio Instituto Juan Pablo II para Estudios sobre el Matrimonio y la Familia (Sección Española), dependiente de la Pontificia Universidad Lateranense.
El 7 de julio de 2022, al cumplir 75 años de edad, presentó su renuncia al Papa como obispo de Alcalá de Henares.
El 21 de septiembre de 2022, dos meses y medio después de haberla presentado, el papa Francisco aceptó su renuncia como obispo de Alcalá de Henares.

#### Polémicas
El obispo Reig Pla ha protagonizado diversas polémicas debido al contenido de algunas de sus homilías, como las referidas a la asignatura de religión, el aborto y al divorcio. Probablemente la que suscitó más polémica, ya que fue retransmitida en directo a toda España por La 2 de RTVE, fue la que pronunció durante los oficios de Viernes Santo de 2012 en la que cuando se refirió a la homosexualidad afirmó: «Quisiera decir una palabra a aquellas personas que hoy, llevadas por tantas ideologías, acaban por no orientar bien su sexualidad, que piensan ya desde niños que sienten atracción sexual por el mismo sexo, y a veces, para comprobarlo, se corrompen y se prostituyen, y van a clubs nocturnos de hombres. Os aseguro que encuentran el infierno». Dos días después, el 8 de abril de 2012, el cardenal-arzobispo de Barcelona, Lluis Martínez Sistach declaró a una emisora de radio que los homosexuales "son personas como las otras y merecen toda la dignidad y el respeto. Otra cosa son las actuaciones. Según nuestra fe, las actuaciones de las personas puede ser buenas o no". Por otro lado, en respuesta a las afirmaciones del obispo, el ayuntamiento de Alcalá de Henares aprobó en pleno —con el voto en contra del Partido Popular (que gobernaba en minoría en la ciudad) y del concejal de extrema derecha de España 2000— una moción en la que se reprobó al obispo, se le vetó en actos municipales y se pidió su relevo a la Conferencia Episcopal —pero esta respaldó firmemente al obispo—. El obispo Reig Pla respondió al acuerdo municipal con un comunicado en el que decía que «ninguna institución humana está legitimada para juzgar ni impedir que se enseñen los contenidos de la doctrina católica», y pidió a los católicos que oren por la libertad religiosa en España, por él mismo y por quienes le «persiguen».
Una nueva polémica se suscitó a raíz del comunicado que insertó el 25 de septiembre de 2014 en la página web del obispado en el que, entre otras cosas, criticaba la decisión del gobierno del Partido Popular de Mariano Rajoy de retirar el proyecto de ley de reforma de la ley del aborto. Al gobierno lo acusó de «deslealtad»  e «insensatez» respecto a su electorado y al Partido Popular de estar «informado ideológicamente por el feminismo radical y la ideología de género, e infectado como el resto de los partidos políticos y sindicatos mayoritarios, por el lobby LGBTQ».
La polémica volvió en la víspera de la Nochevieja de 2018 a causa de una homilía que fue retransmitida a toda España por La 2 y en la que volvió a criticar la homosexualidad, el aborto, la multiculturalidad y también la secularización de la sociedad. Entre otras cosas afirmó que la «unión amorosa del hombre y la mujer» es la única verdad sagrada «por su índole natural», al estar la institución pública «orientada a la procreación y educación de los hijos». De hecho, «la sociedad no es simplemente una masa de individuos, nace de la diferencia sexual y la procreación». Por otro lado culpó a la ley del aborto del «invierno demográfico severo» que vive la sociedad. «Desde la primera ley de despenalización del aborto, más de dos millones de españoles no han llegado a nacer», afirmó. Asimismo se refirió a las familias cristianas como «minorías creativas» y «unidades de resistencia» de la cultura de la vida.
En 2025, en la veneración pública al cuerpo incorrupto de santa Teresa de Jesús, en su homilía afirmó que los niños que nacen con una discapacidad física o intelectual lo hacen «herencia del pecado y del desorden de la naturaleza», aunque también afirmó que «han sido llamados por Dios». La asociación Asprodes Plena inclusión Castilla y León manifestó su «profundo malestar y rechazo» ante las declaraciones pronunciadas por el obispo emérito, en que «la discapacidad no es un castigo ni una consecuencia moral» sino que tiene «causas orgánicas y biológicas, congénita o genética», mientras que la Fraternidad Cristiana de Personas con Discapacidad de Segorbe-Castellón (Frater) rechazó las manifestaciones de Reig Pla por considerar que representan «una visión anclada en el pasado». Todos los portavoces de los grupos representados en la Comisión de Políticas integrales para la Discapacidad del Congreso de los Diputados, excepto del partido Vox, condenaron las palabras del obispo. Posteriormente el mismo Reig Pla aclaró el sentido de sus palabras para evitar lo que podrían ser interpretaciones erróneas de las mismas.

## Obras
- Identidad cristiana del matrimonio y de la familia. Editorial Cultural y Espiritual Popular. 1990. ISBN 978-84-7050-224-8.
- La familia cristiana, comunidad de creyentes. Editorial Cultural y Espiritual Popular. 1991. ISBN 978-84-7050-270-5.
- Familias cristianas para una nueva evangelización. Editorial Cultural y Espiritual Popular. 1993. ISBN 978-84-7050-348-1.
- Reig Plá, Juan Antonio;  Ortiz Ahulló, Francisco (1994). Familia cristiana y educación de valores: temas para reuniones de matrimonio. Editorial Cultural y Espiritual Popular. ISBN 978-84-7050-386-3.
- El sacramento de la penitencia. Facultad de Teología San Vicente Ferrer. 1980. ISBN 978-84-600-1604-5.